# Kensuke Tanabe

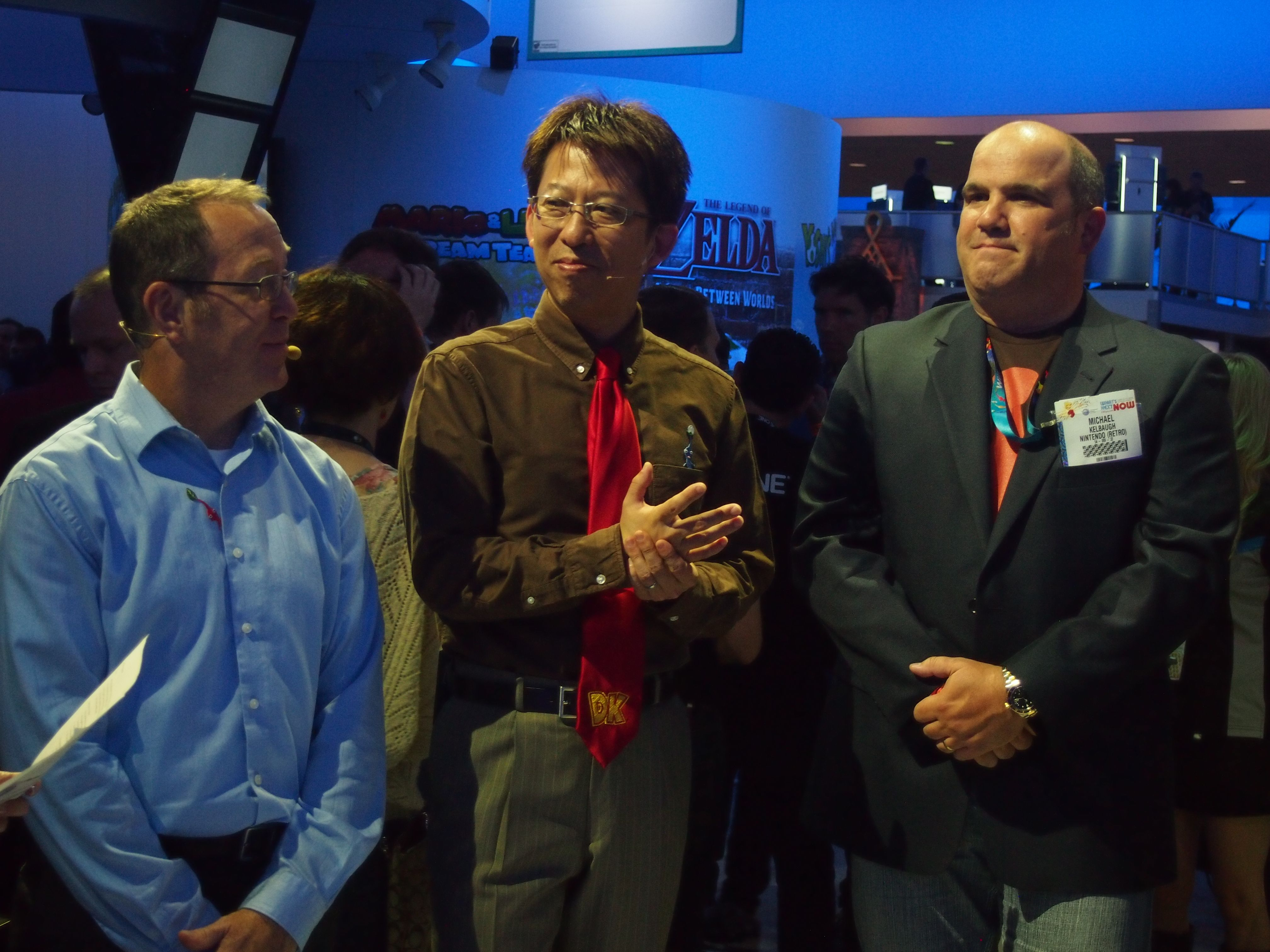
Kensuke Tanabe (Mitte), 2013

Kensuke Tanabe (jap. 田邊賢輔 Tanabe Kensuke; * 26. Januar 1963 in Ikeda, Osaka), auch bekannt als Kenji Tanabe, ist ein japanischer Spieleentwickler.

## Karriere
Im April 1986 wurde Kensuke Tanabe bei dem japanischen Videospielkonzern Nintendo angestellt. Er wurde Shigeru Miyamotos Abteilung Nintendo Entertainment Analysis & Development als Designer und Projektleiter zugeordnet. Sein erstes Projekt war Dream Factory: Nervous Panic bzw. Super Mario Bros. 2, bei dem er als Director fungierte. Einige Jahre später wurde Tanabe zum Produzenten befördert und um 2004 der Nintendo Software Planning & Development (SPD) zugeordnet. Dort fungiert er als Produzent der dritten SPD-Abteilung und ist für die Kooperation mit den Nintendo-Studios Intelligent Systems und den Retro Studios verantwortlich. Außerdem arbeitet er mit Next Level Games und Monster Games zusammen.

## Ludografie (Auswahl)
- Donkey Kong Country: Tropical Freeze (Wii U 2013) – Produzent
- Donkey Kong Country Returns 3D (3DS 2013) – Produzent
- Game & Wario (Wii U 2013) – Minispiel-Director
- Donkey Kong Country Returns (Wii 2010) – Produzent
- Metroid Prime Trilogy (Wii 2009) – Produzent
- Metroid Prime 3: Corruption (Wii 2007) – Produzent
- Donkey Kong Country 3: Dixie Kong’s Double Trouble! (GBA 2005) – Produzent
- Metroid Prime 2: Echoes (GCN 2004) – Produzent
- Metroid Prime (GCN 2002) – Produzent
- Pokémon Stadium (N64 1998) – Co-Director
- Kirby’s Dream Land 2 (GB 1995) – Leveldesigner
- Stunt Race FX (SNES 1994) – Leveldesigner
- The Legend of Zelda: Link’s Awakening (GB 1993) – Skript
- The Legend of Zelda: A Link to the Past (SNES 1991) – Skript
- Super Mario Bros. 3 (NES 1988) – Leveldesigner
- Super Mario Bros. 2 (NES 1988) – Director
- Dream Factory: Nervous Panic (Famicom 1987) – Director, Leveldesigner